# Székelytamásfalva
Székelytamásfalva (1899-ig Tamásfalva, románul Tamașfalău, németül Thomsdorf): falu Romániában Kovászna megyében.
Kézdivásárhelytől 15 km-re délnyugatra a Zabola-patak mellett, annak a Feketeügybe torkollása közelében fekszik. Zabola községhez tartozik. Közelében feküdt a tatárok által elpusztított Domonkosfalva.
A Thúry-Bányai-kúria 1810 és 1820 között épült empire stílusban.
1910-ben 590 lakosából 1 kivételével mind magyarok voltak. A trianoni békeszerződésig Háromszék vármegye Orbai járásához tartozott.
1992-ben 586 lakosából 1 román kivételével mind magyarok voltak.
A helyi Tamásfalvi és Thúry családból sok neves katona került ki.

## További információk

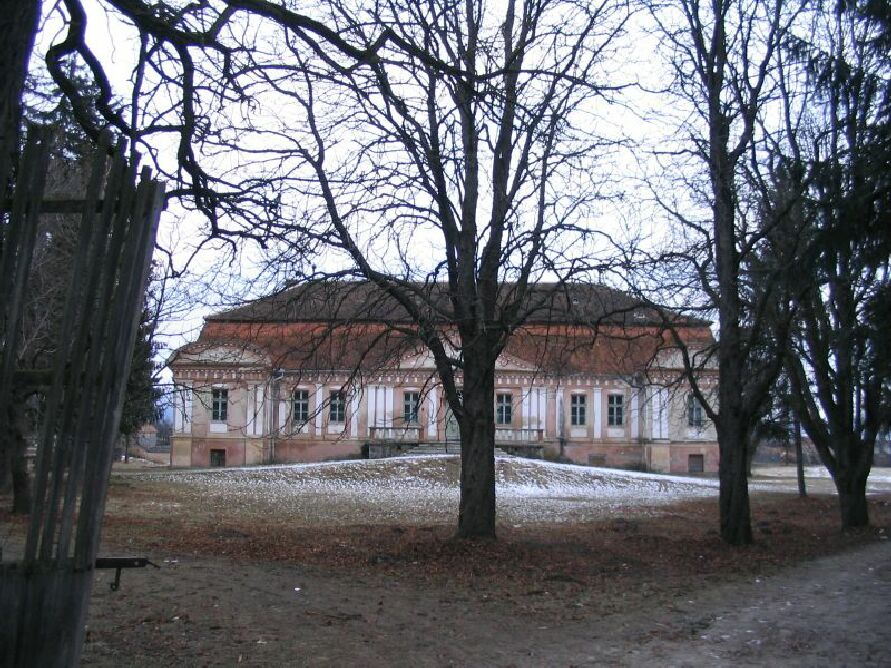
Thúry–Bányai-kúria